# Hockey
Hockey — американская инди-рок-группа из Портленда. По звучанию группу сравнивали с такими группами, как The Strokes и LCD Soundsystem. Группа была номинирована на премию MTV Europe Music Awards 2009 в категории «Best Push Act».

## История
Вокалист и гитарист Бен Грабин и басист Джереми Рейнольдс основали Hockey в 2007 году, когда они оба были студентами Центра интегративных исследований Джонстона в Южной Калифорнии, колледжа свободной формы, связанного с Университетом Редлендса. Центр Джонстона позволяет студентам устанавливать собственную учебную программу, и Грабин и Рейнольдс использовали возможность сосредоточить свое внимание на музыке. Они начали писать песни и играть как Hockey, аккомпанируя только драм-машиной, и демо, записанное этим ранним воплощением группы, привлекло внимание руководителей A&R в Sony Music. Hockey подписали контракт на запись, но общение между Грубином, Рейнольдсом и Sony вскоре прервалось, и попытки записать альбом с продюсером Джерри Харрисоном (участник Talking Heads) прекратились, когда Sony распустила группу. Грабин и Рейнольдс покинули Калифорнию в поисках творческой среды, где они могли бы начать все заново, и после периода в Спокане, они нашли ее в Портленде. Hockey расширились до четырех человек с добавлением перкуссиониста Энтони Стасси и гитариста Брайана Уайта во время пребывания группы в Спокане, и они начали играть в клубах и на студенческих вечеринках, как только они прибыли в Портленд. Домашние версии песен "Learn to Lose" и "Work" попали к Зейну Лоу, диск-жокею на BBC Radio 1, и трансляция в эфире вызвала спрос на группу в Великобритании. После приглашения играть в лондонском клубе Water Rats и выступления на шоукейсе, организованном влиятельным музыкальным журналом New Musical Express, Hockey снова стали объектом внимания крупных лейблов, и они подписали контракт с Virgin для Великобритании и Европы и Capitol для Соединенных Штатов. Альбом Mind Chaos, включающий переработанные версии песен из их демо, был выпущен осенью 2009 года.

## Дискография
Альбомы
- Mind Chaos (released September 28, 2009)
- Wyeth Is (released May 7, 2013)
- Roller Coaster Sounds (released June 5, 2018)

Синглы
- 4 Track EP (2006)
- "Too Fake" (March 16, 2009) #25 US Billboard Alternative Songs,[4] #49 Rock Songs
- "Learn to Lose" (June 1, 2009)
- "Song Away" (September 14, 2009)